# Ausztrál irodalom
Az ausztrál irodalom angol nyelven röviddel az európaiak ausztráliai letelepedése után elkezdődött. Az akkori általános témák között találkozhatunk olyanokkal, mint a telepesek és a bennszülöttek önképe, elidegenedése, száműzetése és helyhez való kötődése - azonban ezek is területenként változtak.

## Korai művek
A korai legnépszerűbb művek leginkább hősködő mesékre emlékeztetnek, melyek a lassan kiterebélyesedő telepek határán túli élményekről számolnak be. Olyan írók, mint Rolf Boldrewood, Marcus Clarke és Joseph Furphy ezeket a témákat járták körül műveikben, és ezzel együtt törekedtek az ausztrál vernakuláris nyelv megörökítésére is. Ezek a regények értékes bepillantást engednak Ausztrália büntetőgyarmati fegyenctelepeinek hétköznapjaiba.
Ausztrália első regénye, a hosszú című Quintus Servinton: A Tale founded upon Incidents of Real Occurrence 1831-ben íródott Tasmaniában. Az írás Henry Savery, elítélt angol pénzhamisító tollából született, amit név nélkül adtak ki, a szerző kiléte köztitok maradt. A hajszálnyit maszkírozott önéletrajzi írás jól mutatta be az elítéltek helyzetét az országban.
1838-ban kiadták Anna Maria Bunn The Guardian: a tale című könyvét Sydney városában. Ez volt az első ausztrál regény női író tollából. Ez egy gótikus románc.

## Költészet
A költészet fontos szerepet játszott az ausztrál irodalom kialakulásában. Ausztrália két legfontosabb nemzeti költője Christopher Brennan és Adam Lindsay Gordon. Gordon, akit  "Ausztrália nemzeti költőjének" is szoktak nevezni, az egyetlen ausztrál, akinek saját emlékműve van az angol Westminster-apátság költők számára kialakított részében.
Mindkettőjük munkája (főleg Brennané) megfelelt a hagyományos költészeti stílusoknak, klasszikus utalásokkal tűzdelve. Ezzel egyidejűleg rendkívül népszerű volt még a ballada és a népdal is. Henry Lawson és Banjo Paterson voltak a ballada legjelesebb képviselői, és ‘Banjo’ az, aki a leghíresebb ausztrál verset írta  (Waltzing Matilda).
A 20. század kiemelkedő ausztrál költői A. D. Hope, Judith Wright, Gwen Harwood, Kenneth Slessor, Les Murray. A legújabb tehetséges ausztrál költők John Forbes, John Tranter.

## Írás és nemzettudat
Az ausztrál irodalom előszeretettel foglalkozik a tájjal. A művek összetett és sokarcú országot tükröznek. Barbara Baynton novellái és kisregényei a 20. század elején az ún. „bozótlakókról” szólnak, akik félelmetesen kemény természeti viszonyok között élnek. Kenneth Cook Wake in Fright (1961) című könyve a távoli kisvárosokban való élet sötét oldaláról szól. A regényt később megfilmesítették, magyar címe Félelemben élni. Colin Thiele regényeiben a 20. század vidéki és regionális Ausztráliáját mutatja be, amelyet a kor városi emberei nemigen ismertek.
Miles Franklin női íróként próbálta megtalálni helyét Ausztráliában. Marie Bjelke Petersen népszerű regényei az aboriginelekről szólnak. Patrick White The Twyborn Affair című könyvének főszereplője igazodni próbál a második világháború előtti Ausztrália férfi társadalmának elvárásaihoz, ám ez nem jön össze neki, ezért nemet és országot vált.
Katharine Susannah Prichard a XX. század első felében publikálta regényeit és novelláit. Az ausztrál táj az ő műveiben is meghatározó. Egyik fő regénye a Coonardoo (avagy kút az árnyékban), melynek főhőse egy bennszülött ausztrál lány. A regény szemléletesen ábrázolja a korabeli fehér és bennszülött kapcsolatokat.

## Aboriginal irodalom
A bennszülött ausztrálok hangját egyre többet lehet hallani, hiszen olyan szerzőkkel büszkélkedhetnek, mint a drámaíró Jack Davis, a költő és aktivista Oodgeroo Noonuccal, és az író Mudrooroo. Sally Morgan My Place című könyve áttörésnek számított, hiszen emlékiratával szélesebb közönség elé tudta vinni a bennszülöttek eredeti történeteit.
A 21. század feltörekvő egyéniségei közé tartozik Alexis Wright és Tara June Winch.

## Sci-fi és Fantasy
Néhány népszerű ausztrál sci-fi és fantasy író:
Simon Brown

Isobelle Carmody

Cecilia Dart-Thornton

Sara Douglass

Greg Egan

Jennifer Fallon

Traci Harding

Glenda Larke

Maxine McArthur

Fiona McIntosh

Garth Nix

Joel Shepherd

## Krimi
A krimi mint irodalmi műfaj jelenleg növekvő népszerűségnek örvend Ausztráliában, főleg az olyan szerzők könyvei, mint Kerry Greenwood, Shane Maloney, Peter Temple, Barry Maitland vagy Peter Corris.

## Történelem
A történelem tudományág nagy hatással volt az ausztrál írásművészetre. Jelentős mérföldkőnek számít Manning Clark történész hatkötetes  History of Australia (Ausztrália történelme) című könyve, melyet egyesek nemzetformáló erejűnek titulálnak. Jelentősnek mondható még Robert Hughes kritikus sokat vitatott történelemkönyve, a The Fatal Shore ("Legvégső part").

## Irodalmi magazinok
A legtöbb ausztrál irodalmi magazin és folyóirat egyetemi területről származik – azon belül is főleg az angol és a kommunikáció tanszékről.

## Irodalmi díjak
Jelenlegi díjak:
- Anne Elder-díj
- Ausztrál Vogel Irodalmi Díj
- Children's Book Council of Australia
- Ditmar-díj Sci-fi
- Kenneth Slessor Költészeti Díj
- Mary Gilmore-díj első verseskötetért
- Miles Franklin-díj
- Patrick White-díj

Egyéb díjak elsőkönyvesek részére:
- New South Wales Premier's Literary Awards
- Queensland Premier's Literary Awards
- Victorian Premier's Literary Award
- Western Australian Premier's Book Awards

Ausztrál szerzők nemzetközi elismerése:
- Nemzetközösségi Írók Díja
- Man Booker-díj
- Orange-díj